# Acroceratitis hardyi
Acroceratitis hardyi är en tvåvingeart som beskrevs av Albany Hancock och Drew 1999. Acroceratitis hardyi ingår i släktet Acroceratitis och familjen borrflugor. Inga underarter finns listade i Catalogue of Life.